# Andrés Estrada Vargas
Andrés Estrada Vargas (Manizales, Caldas, 21 de octubre de 1979) es un actor colombiano. 

## Carrera
Andrés Estrada es egresado de La Escuela de Arte Dramático de la Casa del Teatro Nacional, fue Socio Fundador de la Fundación Teatro La Maldita Vanidad. En su carrera artística desde el año 2000 ha desempeñado varios oficios artísticos tanto a nivel nacional como internacional.  Destacándose en el Teatro Colombiano.
Trabajó en varias versiones del Festival Iberoamericano de Teatro de Bogotá en Ciudad Teatro en Corferias como coordinador de Teatro Infantil, Teatro Juvenil, Títeres, Marionetas, Mercado Persa y Exposiciones Teatrales.

## Filmografía

### Televisión
| Año       | Título                    | Personaje                         |
| --------- | ------------------------- | --------------------------------- |
| 2003-2004 | Un ángel llamado Azul     | Jaime Eduardo Siachoque "Jaimito" |
| 2004-2005 | Todos quieren con Marylin | Periodista                        |
| 2006      | Merlina, Mujer Divina     |                                   |
| 2006-2008 | La Hija del Mariachi      | Daniel                            |
| 2010-2011 | Chepe Fortuna             | Caliche                           |
| 2011      | Chinkanarama              |                                   |
| 2012      | La Mariposa               |                                   |
| 2012      | Josefina en la cocina     | Raffaello                         |
| 2013      | Entérese                  |                                   |
| 2013      | El día de la suerte       | Chucho                            |
| 2013      | Amo de casa               | Administrador                     |
| 2013-2014 | Comando elite             | Sergio                            |

## Cine
| Año  | Título               | Personaje                 | Género       |
| ---- | -------------------- | ------------------------- | ------------ |
| 2015 | Anthropos            | -                         | Experimental |
| 2016 | El soborno del cielo | Aimer Zapata              | Drama        |
| 2016 | Malcriados           | Administrador Restaurante | Comedia      |
| 2018 | ¿Cómo te llamas?     | Javier                    | Drama        |

## Series web
| Año  | Título             | Personaje |
| ---- | ------------------ | --------- |
| 2013 | Los Irracionales   | Mario     |
| 2016 | Ponte la 10        | Sergio    |
| 2018 | Locos de Repechaje | Sergio    |